# Born Like This
Born Like This (с англ. — «рождён таковым») — шестой и последний сольный альбом британо-американского репера MF Doom, выпущенный 24 марта 2009 года на лейбле Lex Records под псевдонимом Doom. В отличие от предыдущего альбома MM..Food, в котором Думилье написал всю музыку, за исключением трека One Beer, записанного продюсером Madlib, есть песни, биты которых записаны Madlib, J dilla и Jake One.
Альбом дебютировал на 52-м месте в чарте Billboard 200 , продав 10 895 копий по состоянию на 29 марта 2009 года

## Критический приём
На сайте Metacritic альбом получил 77 баллов из 100 возможных балловBorn Like This занял 4-е место в списке The Skinny " 2009: A Year in Records". Pitchfork включил Born Like This в список лучших альбомов 2009 года на 48-е место
На сайте Allmusic альбом получил 3 из 5 возможных звёзд.Сайт AV Club и сайт Consequence оценили альбом на А-
Журнал Pitchfork оценил альбом на 8 из 10 баллов, добавив :"Забавно, что Born Like This начинается с ощущения незавершённости, а через пару прослушиваний начинает резонировать так же сильно, как и всё, что он делал после Madvillainy. Я не знаю, возник ли Born Like This из-за разочарования, усталости или чего-то ещё, но что бы ни заставило DOOM сократить объёмы производства и уйти в тень, он вернулся только более резким, сильным и могущественным, чем прежде. Злодеи на самом деле не умирают, они просто появляются из-под обломков, ещё более полные решимости заставить мир увидеть их путь"

## Трек лист
| №                   | Название             | Музыка              | Длительность |
| ------------------- | -------------------- | ------------------- | ------------ |
| 1.                  | «Supervillain Intro» | MF Doom             | 0:54         |
| 2.                  | «Gazzillion Ear»     | J Dilla             | 4:12         |
| 3.                  | «Ballskin»           | Jake One            | 1:30         |
| 4.                  | «Yessir!»            | MF Doom             | 2:34         |
| 5.                  | «Absolutely»         | Madlib              | 2:43         |
| 6.                  | «Rap Ambush»         | Jake One            | 1:28         |
| 7.                  | «Lightworks»         | J Dilla             | 1:52         |
| 8.                  | «Batty Boyz»         | MF Doom             | 3:16         |
| 9.                  | «Angelz»             | MF Doom             | 3:07         |
| 10.                 | «Cellz»              | MF Doom             | 4:21         |
| 11.                 | «Still Dope»         | MF Doom             | 2:40         |
| 12.                 | «Microwave Mayo»     | Jake One            | 2:26         |
| 13.                 | «More Rhymin»        | Jake One            | 1:39         |
| 14.                 | «That's That»        | MF Doom             | 2:15         |
| 15.                 | «Supervillainz»      | MF Doom             | 2:49         |
| 16.                 | «Bumpy's Message»    | MF Doom             | 1:36         |
| 17.                 | «Thank Yah»          | MF Doom             | 1:14         |
| Общая длительность: | Общая длительность:  | Общая длительность: | 40:34        |